# Cuộc nổi dậy
Một cuộc nổi dậy (tiếng Anh: insurgency, hay còn gọi là cuộc nổi loạn, cuộc bạo loạn) là một cuộc nổi loạn bạo lực chống lại chính quyền (ví dụ, một chính phủ được công nhận bởi Liên Hợp Quốc) khi những người tham gia nổi loạn không được xem như là đối thủ.